# Lernaeodiscus porcellanae
Lernaeodiscus porcellanae är en kräftdjursart som beskrevs av F. Müller 1862. Lernaeodiscus porcellanae ingår i släktet Lernaeodiscus och familjen Lernaeodiscidae. Inga underarter finns listade i Catalogue of Life.